# Чарлс Адамс
Чарлс Самјуел Адамс (енгл. Charles Samuel Addams; Вестфилд, 7. јануара 1912 — Менхетн, 29. септембар 1988) амерички је књижевник. Познат је по великој употреби црног хумора, а најуспешнији ликови које је створио је измишљена породица Адамс.